# Lafayette (Indiana)
Lafayette település az Amerikai Egyesült Államok Indiana államában, Tippecanoe megyében, melynek megyeszékhelye is. Lakosainak száma 70 783 fő (2020. április 1.).

## Népesség
A település népességének változása:

| 2010 | 67 140 |
| 2020 | 70 783 |